# Pholidoherpia ctenodonta
Pholidoherpia ctenodonta is een Solenogastressoort, de plaats in een familie is nog onzeker. De wetenschappelijke naam van de soort is voor het eerst geldig gepubliceerd in 2001 door Handl & Salvini-Plawen.